# Atanazy II (patriarcha Konstantynopola)
Atanazy II – patriarcha Konstantynopola w latach 1450–1453.
Wiadomości o Atanazym II znajdują się wyłącznie w aktach synodu konstantynopolitańskiego z 1450 r., które uważa się za sfałszowane. Według informacji w nich zawartych Atanazy był igumenem klasztoru Bogarodzicy Peribleptos w Konstantynopolu i został wybrany na tron patriarszy po złożeniu zeń Grzegorza III, który w 1450 r. opuścił Konstantynopol. Synod w obecności patriarchów Aleksandrii, Antiochii i Jerozolimy miał podjąć decyzję o odstąpieniu Kościoła Wschodniego od unii zawartej na soborze florenckim (1439). Konsekracji Atanazego II w bazylice Hagia Sophia przewodniczyli metropolici: Metrofan z Kyziku, Makary z Nikomedii i Neofit z Nicei. Jeśli Atanazy II został rzeczywiście wybrany, był ostatnim bizantyńskim patriarchą Konstantynopola.
Specjalista historii religii bizantyńskiej Vitalien Laurent pisze: „Patriarcha Atanazy II, wymieniany we wszystkich katalogach, to mit w tym samym stopniu, co synod z 1450 roku, w którego aktach jest jedynie wymieniany” i „Grzegorz Mammas, który w uroczystej liturgii był wspominany w Hagii Sophii jeszcze w grudniu 1452 roku, jest ostatnim patriarchą przed upadkiem. Atanazy II nigdy nie istniał”.